# Agrochola agnorista
Agrochola agnorista är en fjärilsart som beskrevs av Charles Boursin 1955. Agrochola agnorista ingår i släktet Agrochola och familjen nattflyn. Inga underarter finns listade i Catalogue of Life.